# Dariush Mehrjui
Dariush Mehrjui, también escrito como Mehrjoui y Mehrjuyi, (en idioma persa: داریوش مهرجویی, Teherán, 8 de diciembre de 1939-Karaj, 14 de octubre de 2023) fue un director, guionista, productor, montador de cine iraní y miembro de la Academia iraní de las artes.
Mehrjui fue miembro fundador del movimiento de la Nueva Ola iraní de principios de los años setenta. Su segunda película, Gaav («La vaca»), es considerada la primera película de este movimiento, que también incluyó a Masoud Kimiay y Nasser Taqvai. La mayoría de sus películas están inspiradas en la literatura y adaptadas de novelas y obras teatrales iraníes y extranjeras. Ha obtenido reconocimientos como la Concha de Oro del Festival de Cine de San Sebastián.
El 14 de octubre de 2023 el cineasta fue asesinado a puñaladas junto a su esposa, durante un asalto a su casa en Karaj.

## Carrera cinematográfica

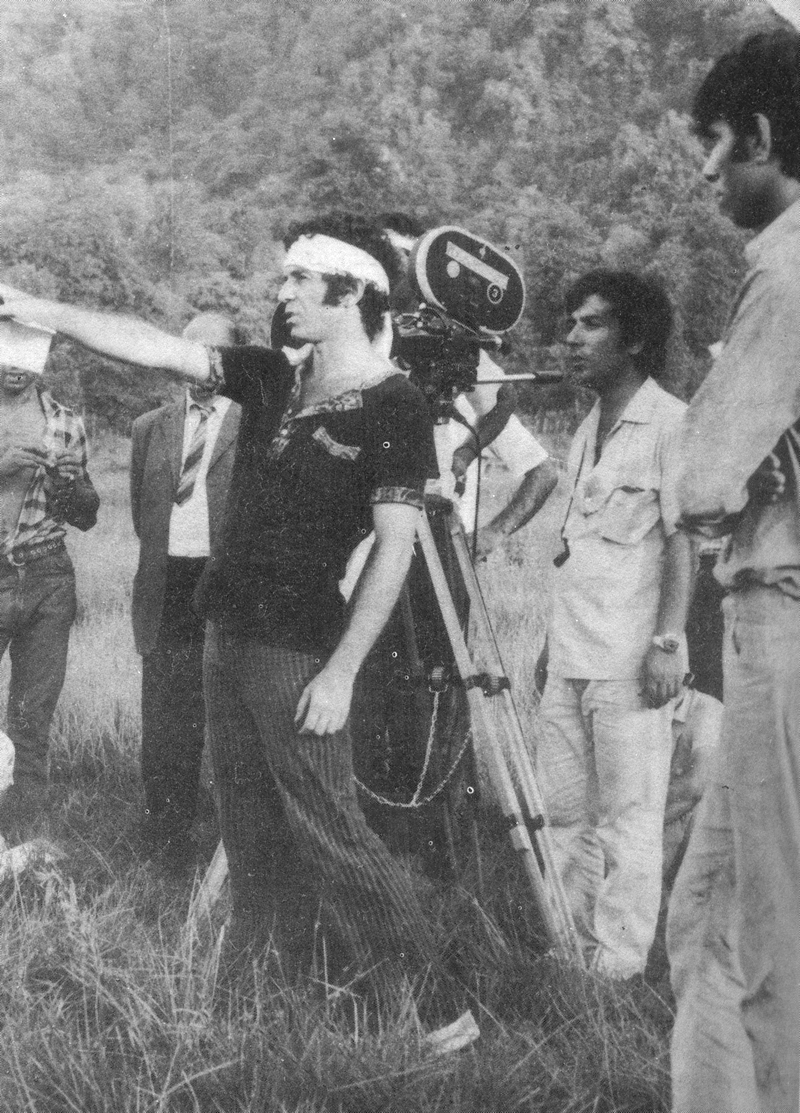
Mehrjui en el rodaje de Postchi-

Dariush Mehrjui hizo su debut en 1966 con Diamond 33, una parodia de gran presupuesto de la serie de películas de James Bond. La película no tuvo éxito financiero. Pero su segunda película, Gaav, le trajo el reconocimiento nacional e internacional. Esta película muestra un drama simbólico, trata sobre un simple aldeano y su apego casi mítico a su vaca.
Es una adaptación de una historia corta de la famosa figura literaria iraní Gholamhossein Saedi. Saedi era amigo de Mehrjui y le sugirió la idea cuando Mehrjui estaba buscando una segunda película adecuada, y colaboraron en el guion. A través de Saedi, Mehrjui conoció a los actores Ezzatolah Entezami y Ali Nassirian, que actuaban en una de las obras de Saedi. Mehrjui trabajaría con Entezami y Nassirian a lo largo de su carrera.
En la película, Entezami interpreta a Masht Hassan, un campesino en un pueblo aislado en el sur de Irán. Hassan tiene una relación cercana con su vaca, que es su única posesión —Mehrjui dijo que Entezami incluso se parecía a una vaca en la película—. Cuando otras personas de la aldea de Hassan descubren que la vaca ha sido asesinada misteriosamente, deciden enterrar a la vaca y decirle a Hassan que se ha escapado. Mientras está de luto por la vaca, Hassan va al establo donde se recogía la vaca y comienza a asumir la identidad de la del animal. Cuando sus amigos intentan llevarlo a un hospital, Hassan se suicida.
Gaav fue prohibida durante más de un año por el Ministerio de Cultura y Artes, a pesar de ser una de las dos primeras películas en Irán en recibir fondos del gobierno. Esto probablemente se debió a que Saedi era una figura controvertida en Irán. Su trabajo fue muy crítico con el gobierno Pahleví, y había sido arrestado dieciséis veces. En 1971, la película salió de contrabando de Irán y se presentó al Festival de Cine de Venecia, donde, sin programación ni subtítulos, se convirtió en el evento más grande del festival de ese año. Ganó el Premio de la Crítica Internacional en Venecia, y más tarde ese mismo año, Entezami ganó el Premio al Mejor Actor en el Festival Internacional de Cine de Chicago.
Regresó a Irán más tarde en 1970 para filmar Postchi, protagonizada por Nassirian, Entezami y Jaleh Sam.
En la película, Nassirian interpreta a Taghi, un miserable funcionario cuya vida se convierte en un caos. Pasa sus días como un cartero infeliz y tiene dos trabajos nocturnos para pagar sus deudas. Su miseria le ha causado impotencia y es experimentado por un herbolario aficionado que es uno de sus empleadores. Su única esperanza ingenua es que gane la lotería nacional. Cuando descubre que su esposa es la dueña terrateniente más rica de su pueblo, Taghi escapa al bosque local, donde experimenta un breve momento de paz y armonía. Su esposa viene a buscarlo, y en un ataque de ira, Taghi la asesina y finalmente es atrapado por su crimen.
Postchi se enfrentó a los mismos problemas de censura que Gaav, pero finalmente se lanzó en 1972. Se proyectó en Irán en el 1.er Festival Internacional de Cine de Teherán y en el Festival de Cine de Sepas. Internacionalmente se proyectó en el Festival Internacional de Cine de Venecia, donde recibió una mención especial, en el 22.º Festival Internacional de Cine de Berlín, donde recibió el Premio Interfilm, y el Festival de Cine de Cannes de 1972, donde se proyectó como parte de la Quincena de Realizadores.

## Asesinato
Daryoush Mehrjui y su esposa, Vahideh Mohammadifar, fueron encontrados asesinados a puñaladas el 14 de octubre de 2023 en su villa de Meshkin Dasht, Karaj.  No se ha revelado la identidad de los perpetradores ni sus motivos, y no hay más detalles disponibles. Antes de este incidente, Vahideh había publicado en su página de redes sociales sobre amenazas personales anónimas, incluidas amenazas de un individuo no iraní con un cuchillo. El 17 de octubre, la policía iraní arrestó a diez personas sospechosas de estar involucradas en los asesinatos, incluido "el principal asesino".
Su funeral se celebró en el Roudaki Performance Hall de Teherán, con homenajes de Jafar Panahi, Masoud Kimiai, Mohammad Rasoulof y Bahman Farmanara.

## Estilo cinematográfico y legado
El cine iraní moderno comienza con Dariush Mehrjui que introdujo el realismo, el simbolismo y la sensibilidad del arte del cine. Sus películas tienen cierta semejanza con las de Roberto Rosselini, Vittorio De Sica y Satyajit Ray, pero también agregó algo distintivo iraní, en el proceso de comenzar una de las olas más grandes de la película moderna.
La única constante en el trabajo de Mehrjui ha sido su atención a los descontentos del Irán contemporáneo, principalmente urbano. Su película The Pear Tree (1999) ha sido aclamada como la apoteosis del examen del director sobre la burguesía iraní.

## Premios y distinciones
Festival Internacional de Cine de San Sebastián
| Año  | Categoría     | Película | Resultado |
| ---- | ------------- | -------- | --------- |
| 1993 | Concha de Oro | Sara     | Ganador   |

Mehrjui ha recibido 49 premios nacionales e internacionales que incluyen:
- Silver Hugo, Festival Internacional de Cine de Chicago 1998.
- Crystal Simorgh, Festival Internacional de Cine de Fajr 2004.[6]